# Laqueus vancouveriensis
Laqueus vancouveriensis är en armfotingsart som beskrevs av Davidson 1887. Laqueus vancouveriensis ingår i släktet Laqueus och familjen Laqueidae. Inga underarter finns listade i Catalogue of Life.